# Saint-Laurent-d’Onay
Saint-Laurent-d’Onay ist eine französische Gemeinde mit 157 Einwohnern (Stand: 1. Januar 2022) im Département Drôme in der Region Auvergne-Rhône-Alpes (vor 2016 Rhône-Alpes); sie gehört zum Arrondissement Valence und zum Kanton Drôme des collines. Die Einwohner werden Chalonais genannt.

## Geographie
Saint-Laurent-d’Onay liegt etwa 34 Kilometer nordöstlich von Valence an der Herbasse, der die Gemeinde im Norden begrenzt. Umgeben wird Saint-Laurent-d’Onay von den Nachbargemeinden Valherbasse im Norden und Osten, Montmiral im Osten und Südosten, Saint-Michel-sur-Savasse im Süden, Le Chalon im Süden und Südwesten sowie Crépol im Westen.

## Bevölkerungsentwicklung
| Jahr                       | 1911 | 1962 | 1968 | 1975 | 1982 | 1990 | 1999 | 2006 | 2019 |
| -------------------------- | ---- | ---- | ---- | ---- | ---- | ---- | ---- | ---- | ---- |
| Einwohner                  | 236  | 113  | 120  | 98   | 92   | 111  | 107  | 126  | 157  |
| Quellen: Cassini und INSEE |      |      |      |      |      |      |      |      |      |

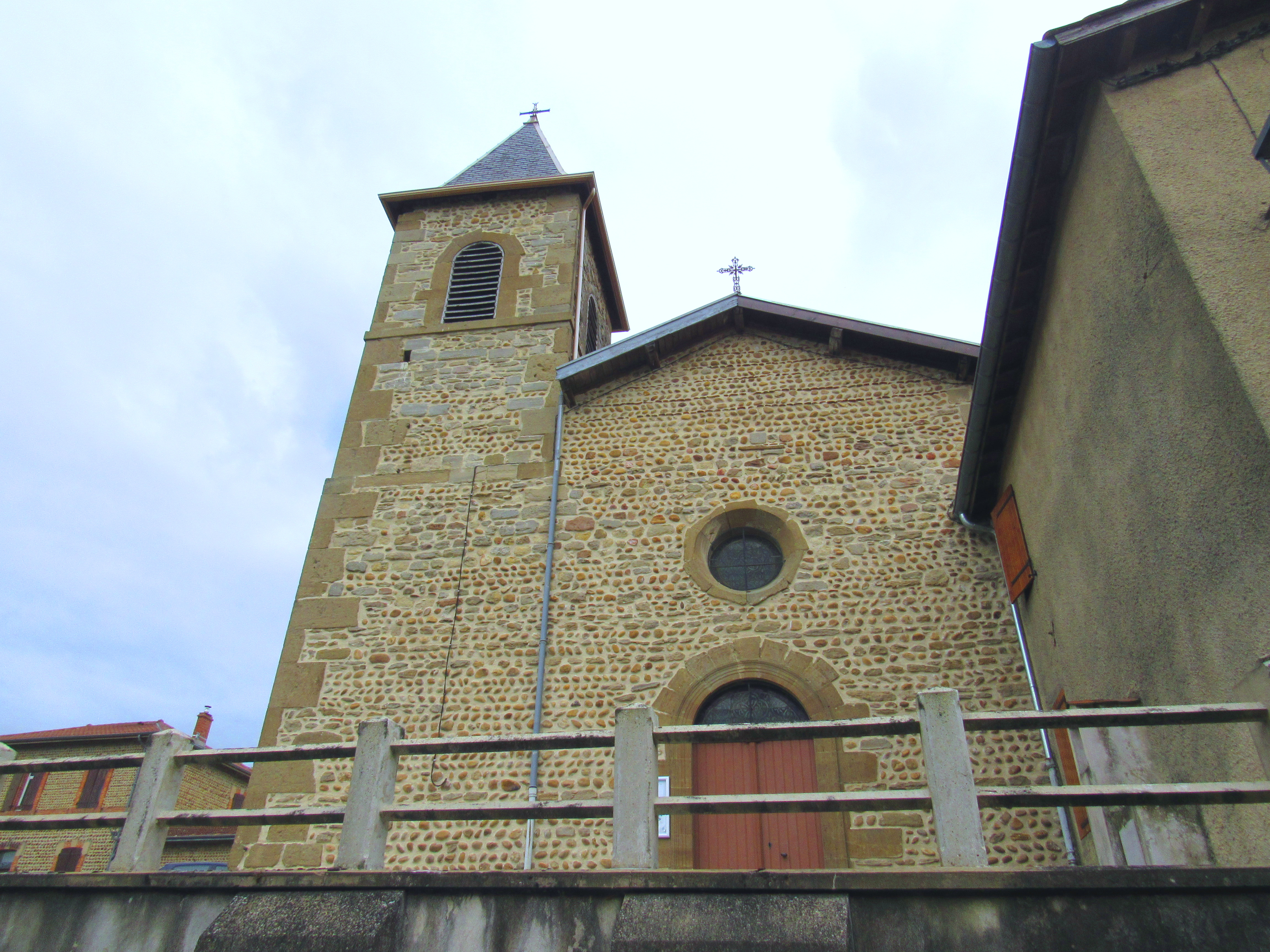
Kirche Saint-Laurent